# Lijst van voetbalinterlands Duitsland - Zwitserland
Deze lijst van voetbalinterlands is een overzicht van alle officiële voetbalwedstrijden tussen de nationale teams van  (West-)Duitsland en Zwitserland. De buurlanden speelden tot op heden 54 keer tegen elkaar. De eerste ontmoeting, een vriendschappelijke  wedstrijd, werd gespeeld in Bazel op 5 april 1908. De laatste confrontatie, een groepswedstrijd tijdens het Europees kampioenschap voetbal 2024, vond plaats op 23 juni 2024 in Frankfurt am Main.

## Wedstrijden
| №  | Plaats            | Datum             | Competitie                  | Wedstrijd                    | Uitslag |
| -- | ----------------- | ----------------- | --------------------------- | ---------------------------- | ------- |
| 1  | Bazel             | 5 april 1908      | Vriendschappelijk           | Zwitserland – Duitsland      | 5 – 3   |
| 2  | Karlsruhe         | 4 april 1909      | Vriendschappelijk           | Duitsland – Zwitserland      | 1 – 0   |
| 3  | Bazel             | 3 april 1910      | Vriendschappelijk           | Zwitserland – Duitsland      | 2 – 3   |
| 4  | Stuttgart         | 26 maart 1911     | Vriendschappelijk           | Duitsland – Zwitserland      | 6 – 2   |
| 5  | Sankt Gallen      | 5 mei 1912        | Vriendschappelijk           | Zwitserland – Duitsland      | 1 – 2   |
| 6  | Freiburg          | 18 mei 1913       | Vriendschappelijk           | Duitsland – Zwitserland      | 1 – 2   |
| 7  | Zürich            | 27 juni 1920      | Vriendschappelijk           | Zwitserland – Duitsland      | 4 – 1   |
| 8  | Frankfurt am Main | 26 maart 1922     | Vriendschappelijk           | Duitsland – Zwitserland      | 2 – 2   |
| 9  | Bazel             | 3 juni 1923       | Vriendschappelijk           | Zwitserland – Duitsland      | 1 – 2   |
| 10 | Stuttgart         | 14 december 1924  | Vriendschappelijk           | Duitsland – Zwitserland      | 1 – 1   |
| 11 | Bazel             | 25 oktober 1925   | Vriendschappelijk           | Zwitserland – Duitsland      | 0 – 4   |
| 12 | München           | 12 december 1926  | Vriendschappelijk           | Duitsland – Zwitserland      | 2 – 3   |
| 13 | Bern              | 15 april 1928     | Vriendschappelijk           | Zwitserland – Duitsland      | 2 – 3   |
| 14 | Amsterdam         | 28 mei 1928       | OS 1928                     | Duitsland – Zwitserland      | 4 – 0   |
| 15 | Mannheim          | 10 februari 1929  | Vriendschappelijk           | Duitsland – Zwitserland      | 7 – 1   |
| 16 | Zürich            | 4 mei 1930        | Vriendschappelijk           | Zwitserland – Duitsland      | 0 – 5   |
| 17 | Leipzig           | 6 maart 1932      | Vriendschappelijk           | Duitsland – Zwitserland      | 2 – 0   |
| 18 | Zürich            | 19 november 1933  | Vriendschappelijk           | Zwitserland – Duitsland      | 0 – 2   |
| 19 | Stuttgart         | 27 januari 1935   | Vriendschappelijk           | Duitsland – Zwitserland      | 4 – 0   |
| 20 | Zürich            | 2 mei 1937        | Vriendschappelijk           | Zwitserland – Duitsland      | 0 – 1   |
| 21 | Keulen            | 6 februari 1938   | Vriendschappelijk           | Duitsland – Zwitserland      | 1 – 1   |
| 22 | Parijs            | 4 juni 1938       | WK 1938                     | Zwitserland – Duitsland      | 1 – 1   |
| 23 | Parijs            | 9 juni 1938       | WK 1938                     | Zwitserland – Duitsland      | 4 – 2   |
| 24 | Stuttgart         | 9 maart 1941      | Vriendschappelijk           | Duitsland – Zwitserland      | 4 – 2   |
| 25 | Bern              | 20 april 1941     | Vriendschappelijk           | Zwitserland – Duitsland      | 2 – 1   |
| 26 | Wenen             | 1 februari 1942   | Vriendschappelijk           | Duitsland – Zwitserland      | 1 – 2   |
| 27 | Bern              | 18 oktober 1942   | Vriendschappelijk           | Zwitserland – Duitsland      | 3 – 5   |
| 28 | Stuttgart         | 22 november 1950  | Vriendschappelijk           | West-Duitsland – Zwitserland | 1 – 0   |
| 29 | Zürich            | 15 april 1951     | Vriendschappelijk           | Zwitserland – West-Duitsland | 2 – 3   |
| 30 | Augsburg          | 9 november 1952   | Vriendschappelijk           | West-Duitsland – Zwitserland | 5 – 1   |
| 31 | Bazel             | 25 april 1954     | Vriendschappelijk           | Zwitserland – West-Duitsland | 3 – 5   |
| 32 | Frankfurt am Main | 21 november 1956  | Vriendschappelijk           | West-Duitsland – Zwitserland | 1 – 3   |
| 33 | Bern              | 4 oktober 1959    | Vriendschappelijk           | Zwitserland – West-Duitsland | 0 – 4   |
| 34 | Santiago          | 3 juni 1962       | WK 1962                     | West-Duitsland – Zwitserland | 2 – 1   |
| 35 | Karlsruhe         | 23 december 1962  | Vriendschappelijk           | West-Duitsland – Zwitserland | 5 – 1   |
| 36 | Bazel             | 26 mei 1965       | Vriendschappelijk           | Zwitserland – West-Duitsland | 0 – 1   |
| 37 | Sheffield         | 12 juli 1966      | WK 1966                     | West-Duitsland – Zwitserland | 5 – 0   |
| 38 | Bazel             | 17 april 1968     | Vriendschappelijk           | Zwitserland – West-Duitsland | 0 – 0   |
| 39 | Düsseldorf        | 15 november 1972  | Vriendschappelijk           | West-Duitsland – Zwitserland | 5 – 1   |
| 40 | Bazel             | 4 september 1974  | Vriendschappelijk           | Zwitserland – West-Duitsland | 1 – 2   |
| 41 | Stuttgart         | 16 november 1977  | Vriendschappelijk           | West-Duitsland – Zwitserland | 4 – 1   |
| 42 | Bazel             | 10 september 1980 | Vriendschappelijk           | Zwitserland – West-Duitsland | 2 – 3   |
| 43 | Bazel             | 9 april 1986      | Vriendschappelijk           | Zwitserland – West-Duitsland | 0 – 1   |
| 44 | Kaiserslautern    | 27 april 1989     | Vriendschappelijk           | West-Duitsland – Zwitserland | 1 – 0   |
| 45 | Stuttgart         | 19 december 1990  | Vriendschappelijk           | Duitsland – Zwitserland      | 4 – 0   |
| 46 | Bern              | 23 juni 1995      | Vriendschappelijk           | Zwitserland – Duitsland      | 1 – 2   |
| 47 | Kaiserslautern    | 26 april 2000     | Vriendschappelijk           | Duitsland – Zwitserland      | 1 – 1   |
| 48 | Bazel             | 2 juni 2004       | Vriendschappelijk           | Zwitserland – Duitsland      | 0 – 2   |
| 49 | Düsseldorf        | 7 februari 2007   | Vriendschappelijk           | Duitsland – Zwitserland      | 3 – 1   |
| 50 | Bazel             | 26 maart 2008     | Vriendschappelijk           | Zwitserland – Duitsland      | 0 – 4   |
| 51 | Bazel             | 26 mei 2012       | Vriendschappelijk           | Zwitserland – Duitsland      | 5 – 3   |
| 52 | Bazel             | 6 september 2020  | UEFA Nations League 2020/21 | Zwitserland – Duitsland      | 1 – 1   |
| 53 | Keulen            | 13 oktober 2020   | UEFA Nations League 2020/21 | Duitsland − Zwitserland      | 3 − 3   |
| 54 | Frankfurt am Main | 23 juni 2024      | EK 2024                     | Zwitserland – Duitsland      | 1 – 1   |

## Samenvatting
| Competitie          | Totaal gespeeld | Winst Duitsland | Gelijk | Winst Zwitserland | Doelsaldo Duitsland – Zwitserland |
| ------------------- | --------------- | --------------- | ------ | ----------------- | --------------------------------- |
| WK-eindronde        | 4               | 2               | 1      | 1                 | 10 − 6                            |
| EK-eindronde        | 1               | 0               | 1      | 0                 | 1 − 1                             |
| UEFA Nations League | 2               | 0               | 2      | 0                 | 4 − 4                             |
| Olympische Spelen   | 1               | 1               | 0      | 0                 | 4 − 0                             |
| Vriendschappelijk   | 46              | 33              | 5      | 8                 | 124 − 59                          |
| Totaal              | 54              | 36              | 9      | 9                 | 143 − 70                          |

## Details

### Zevende ontmoeting
| Vriendschappelijk (Zürich, Zwitserland, 27 juni 1920): |       |                 |
| Zwitserland | 4 – 1 | Duitsland       |
| Karl Meyer 19' Karl Meyer 38' Robert Afflerbach 50' Rudolf Ramseyer 77' | goals | 79' Adolf Jäger |
| - Debuut van Walter Grunauer (FC Old Boys), Robert Afflerbach (FC Nordstern), Karl Meyer (FC Young Fellows) en Rudolf Ramseyer (FC Young Boys) voor Zwitserland. - Debuut van Leonhard Seiderer (SpVgg Fürth), Carl Riegel (FC Nürnberg), Heinrich Stuhlfauth (FC Nürnberg), Adolf Höschle (Stuttgarter Kickers), Georg Wunderlich (TV 1860), Georg Schneider (Bayern München) en Hans Kalb (FC Nürnberg) voor Duitsland. |       |                 |

### Negende ontmoeting
| Vriendschappelijk (Bazel, Zwitserland, 3 juni 1923):                                                                                       |       |                                    |
| Zwitserland | 1 – 2 | Duitsland                          |
| Robert Pache 86' | goals | 3' Carl Hartmann 71' Carl Hartmann |
| - Debuut van Otto Montag (SV Norden-Nordwest), Johannes Sobeck (Berliner TuFC Alemannia 90) en Ludwig Wieder (FC Nürnberg) voor Duitsland. |       |                                    |

### Twaalfde ontmoeting
| Vriendschappelijk (München, Duitsland, 12 december 1926): |       |                                              |
| Duitsland | 2 – 3 | Zwitserland                                  |
| Georg Hochgesang 44' Karl Scherm 50' | goals | 7' Max Brand 15' Max Weiler 83' Ernesto Fink |
| - Debuut van Eduard Wolpers (Hamburger SV) voor Duitsland. - Debuut van Charles Pasche (Grasshopper-Club), August Geser (Servette FC) en Arx Von (BSC Young Boys) voor Zwitserland. |       |                                              |

### Dertiende ontmoeting
| Vriendschappelijk (Bern, Zwitserland, 15 april 1928): |       |                                                            |
| Zwitserland | 2 – 3 | Duitsland                                                  |
| Willy Jäggi 78' Willy Jäggi 81' | goals | 18' Richard Hofmann 47' Josef Pöttinger 61' Ernst Albrecht |
| - Debuut van Jean Facchinetti (FC Cantonal), Max Baltensberger (Servette FC) en Max Heinrich (FC Zürich) voor Zwitserland. - Debuut van Rudolf Berthold (Dresdner SC), Hans Wentorf (Altonaer FC), Georg Knöpfle (SpVgg Fürth), Josef Hornauer (SV München 1860) en Ernst Albrecht (Fortuna Düsseldorf) voor Duitsland. |       |                                                            |

### Veertiende ontmoeting
| Olympische Spelen 1928 (Amsterdam, Nederland, 28 mei 1928):                    |       |             |
| Duitsland                                                                      | 4 – 0 | Zwitserland |
| Richard Hofmann 17' Josef Hornauer 42' Richard Hofmann 75' Richard Hofmann 85' | goals |             |
| - Debuut van Heinrich Weber (SV Kurhessen 1893) voor Duitsland.                |       |             |

### 42ste ontmoeting
| Vriendschappelijk (Bazel, Zwitserland, 10 september 1980):                                                           |       |                                                    |
| Zwitserland | 2 – 3 | West-Duitsland                                     |
| Hans-Jörg Pfister 84' René Botteron 88' (pen.)                                                                       | goals | 18' Hansi Müller 66' Felix Magath 69' Hansi Müller |
| - Debuut van Jean Balet (FC Sion) voor Zwitserland. - Eerste interlanddoelpunt van Felix Magath voor West-Duitsland. |       |                                                    |

### 45ste ontmoeting
| Vriendschappelijk (Stuttgart, Duitsland, 19 december 1990):                                        |       |             |
| Duitsland                                                                                          | 4 – 0 | Zwitserland |
| Rudi Völler 1' Karl-Heinz Riedle 66' Andreas Thom 75' Lothar Matthäus 85'                          | goals |             |
| - Debuut van Matthias Sammer (VfB Stuttgart) en Andreas Thom (Bayer 04 Leverkusen) voor Duitsland. |       |             |

### 47ste ontmoeting
| Vriendschappelijk (Kaiserslautern, Duitsland, 26 april 2000): |              | |
| Duitsland | 1 – 1        | Zwitserland |
| Ulf Kirsten 85' | goals        | 33' Hakan Yakin |
| Erich Ribbeck | bondscoach   | Hans-Peter Zaugg |
| Jens Lehmann Markus Babbel 35' Lothar Matthäus Thomas Linke Marko Rehmer 68' Michael Ballack Dariusz Wosz 46' Christian Ziege 19' Mehmet Scholl 24' Michael Preetz 46' Oliver Bierhoff | opstellingen | Pascal Zuberbühler Bernt Haas Patrick Müller Murat Yakin 88' Mario Cantaluppi Johann Vogel Ciriaco Sforza 83' Patrick Bühlmann David Sesa 69' Hakan Yakin Giuseppe Mazzarelli |
| Marco Bode 19' Dietmar Hamann 24' Christian Wörns 35' Paulo Rink 46' Ulf Kirsten 46' Oliver Neuville 68'                                                                               | wissels      | 69' Alexandre Rey 83' Andres Gerber 88' Sébastien Jeanneret |
| | gele kaarten | 74' David Sesa |
| - Vierde en laatste interland van Zwitserland onder leiding van interim-bondscoach Hans-Peter Zaugg.                                                                                   |              | |

### 48ste ontmoeting
| Vriendschappelijk (Bazel, Zwitserland, 2 juni 2004):                      |       |                                     |
| Zwitserland                                                               | 0 – 2 | Duitsland                           |
|                                                                           | goals | 62' Kevin Kurányi 84' Kevin Kurányi |
| - Honderdste interland van aanvaller Stéphane Chapuisat voor Zwitserland. |       |                                     |

### 49ste ontmoeting
| Vriendschappelijk (Düsseldorf, Duitsland, 7 februari 2007): |       |                    |
| Duitsland                                                   | 3 – 1 | Zwitserland        |
| Kevin Kurányi 7' Mario Gómez 30' Torsten Frings 66'         | goals | 71' Marco Streller |
| - Debuut van Mario Gómez (VfB Stuttgart) voor Duitsland.    |       |                    |

### 50ste ontmoeting
| Vriendschappelijk (Bazel, Zwitserland, 26 maart 2008): |       |                                                                       |
| Zwitserland                                            | 0 – 4 | Duitsland                                                             |
|                                                        | goals | 23' Miroslav Klose 61' Mario Gómez 67' Mario Gómez 89' Lukas Podolski |

### 51ste ontmoeting
| Vriendschappelijk (Bazel, Zwitserland, 26 mei 2012): |              | |
| Zwitserland | 5 – 3        | Duitsland |
| Eren Derdiyok 21' Eren Derdiyok 23' Eren Derdiyok 50' Stephan Lichtsteiner 67' Admir Mehmedi 76'                                                                                             | goals        | 45' Mats Hummels 64' André Schürrle 72' Marco Reus |
| Ottmar Hitzfeld | bondscoach   | Joachim Löw |
| Diego Benaglio Stephan Lichtsteiner Steve von Bergen Philippe Senderos Reto Ziegler Admir Mehmedi Gelson Fernandes 90+2' Gökhan Inler Granit Xhaka 89' Eren Derdiyok Tranquillo Barnetta 77' | opstellingen | Marc-André ter Stegen 78' Benedikt Höwedes Per Mertesacker Mats Hummels Marcel Schmelzer 46' Sami Khedira 78' Mario Götze André Schürrle 46' Mesut Özil 62' Lukas Podolski 78' Miroslav Klose |
| Valentin Stocker 77' Alain Wiss 89' Johan Djourou 90+2' | wissels      | 46' İlkay Gündoğan 46' Marco Reus 62' Julian Draxler 78' Sven Bender 78' Lars Bender 78' Cacau                                                                                                |
| Gökhan Inler 65' | gele kaarten | 75' Mats Hummels |
| - Debuut van Alain Wiss (FC Luzern) voor Zwitserland. - Debuut van Marc-André ter Stegen (Borussia Mönchengladbach) en Julian Draxler (Schalke 04) voor Duitsland.                           |              | |